# Edge (revistă)
Edge este o revistă britanică cu apariție lunară de jurnalism de jocuri video care publică 13 reviste pe an, care cuprind articole, știri, strategii de joc, precum și recenzii pentru jocuri video și console. A fost fondată în august 1993 de Steve Jarratt.

## Recenzii
Edge acordă note de la 1 la 10, după cum urmează:
- 1 - dezastruos
- 2 - îngrozitor
- 3 - cu erori grave
- 4 - dezamăgitor
- 5 - average
- 6 - competent
- 7 - remarcabil
- 8 - excelent
- 9 - nemaipomenit
- 10 - revoluționar

De la primul număr publicat a luat durat aproape trei ani până când Edge a acordat unui joc 10 din 10. Acest scor a fost acordat pentru șaptesprezece jocuri:
| Titlu                                | Platformă                        | Număr | An   |
| ------------------------------------ | -------------------------------- | ----- | ---- |
| Super Mario 64                       | Nintendo 64                      | E035  | 1996 |
| Gran Turismo                         | PlayStation                      | E055  | 1997 |
| The Legend of Zelda: Ocarina of Time | Nintendo 64                      | E066  | 1998 |
| Halo: Combat Evolved                 | Xbox                             | E105  | 2001 |
| Half-Life 2                          | Windows                          | E143  | 2004 |
| Halo 3                               | Xbox 360                         | E181  | 2007 |
| The Orange Box                       | PlayStation 3, Windows, Xbox 360 | E182  | 2007 |
| Super Mario Galaxy                   | Wii                              | E183  | 2007 |
| Grand Theft Auto IV                  | PlayStation 3, Windows, Xbox 360 | E189  | 2008 |
| LittleBigPlanet                      | PlayStation 3                    | E195  | 2008 |
| Bayonetta                            | PlayStation 3, Xbox 360          | E209  | 2009 |
| Super Mario Galaxy 2                 | Wii                              | E215  | 2010 |
| Rock Band 3                          | PlayStation 3, Xbox 360          | E222  | 2010 |
| The Legend of Zelda: Skyward Sword   | Wii                              | E234  | 2011 |
| The Last of Us                       | PlayStation 3                    | E255  | 2013 |
| Grand Theft Auto V                   | PlayStation 3, Xbox 360          | E259  | 2013 |
| Bayonetta 2                          | Wii U                            | E272  | 2014 |
| Bloodborne                           | PlayStation 4                    | E279  | 2015 |

În numărul dedicat celei de-a douăzecea aniversare a revistei (E258), publicat în august 2013, a existat o secțiune numită „cele Zece Porunci”, în care nota următoarelor jocuri au fost schimbate în 10, cu câte o justificare pentru fiecare.
- GoldenEye 007 (N64)
- Advance Wars (Game Boy Advance)
- Resident Evil 4 (GameCube, PlayStation 2, Wii, Windows, PlayStation 3, Xbox 360)
- Drop7 (iOS, Android)
- Red Dead Redemption (Xbox 360, PlayStation 3)
- Super Street Fighter IV (Xbox 360, PlayStation 3, Arcade)
- Dark Souls (PlayStation 3, Xbox 360, Windows)

În contrast, numai două titluri au primit nota 1, Kabuki Warriors și FlatOut 3: Chaos & Destruction.

## Legături externe
- Site web oficial
- Baza de date cu notele acordate de Edge